# Aegean Odyssey
Die Aegean Odyssey ist ein Kreuzfahrtschiff, das zuletzt von Organisation Road Scholar für Bildungsreisen eingesetzt wurde. Es wurde 1973 als RoRo-Schiff unter dem Namen Narcis in Dienst gestellt und 1986 zum Kreuzfahrtschiff  umgebaut. Von 2020 bis 2022 war es in Charter für Road Scholar im Einsatz und ist seitdem aufgelegt.

## Geschichte

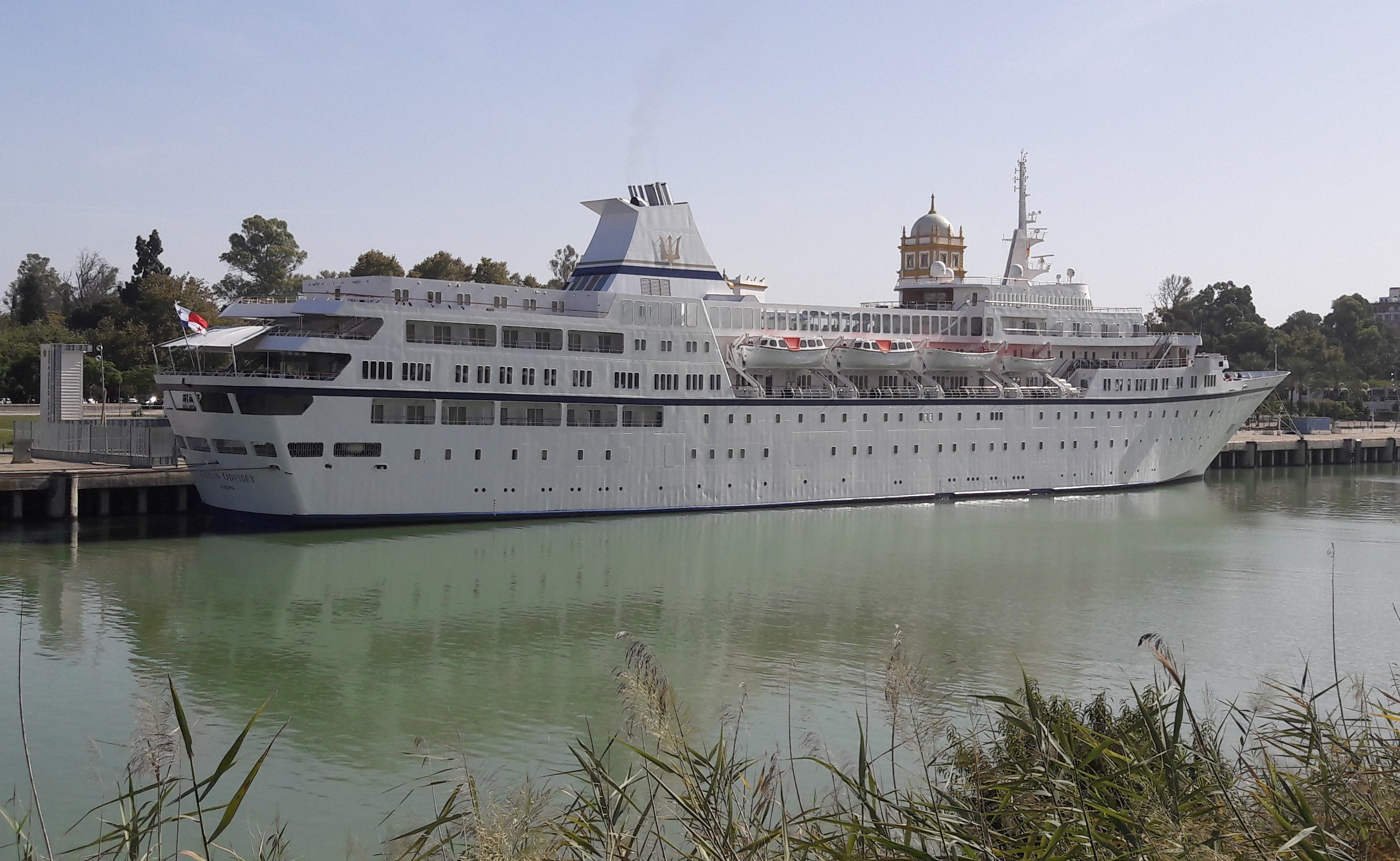
Die Aegean Odyssey in Sevilla (2016)

Die Narcis entstand unter der Baunummer 617 in der Werft der Santierul Naval Galatz in Galați und lief am 18. Juni 1972 vom Stapel. Am 22. August 1973 folgte die Übergabe an die Zim Israel Navigation Company.
1985 wurde das Schiff als Alkyon von der griechischen Reederei Dolphin Hellas Cruises gekauft, die es 1986 in Chalkis zu einem Kreuzfahrtschiff umbauen ließ und in Aegean Dolphin umbenannte. Hierbei wurde das Schiff auch um 29 Meter verlängert. 1988 nahm es den Dienst auf und war fortan für Mittelmeerreisen in Venedig stationiert. 1991 bis 1992 stand die Aegean Dolphin kurzzeitig für die Epirotiki Lines im Einsatz, um die 1991 gesunkene Oceanos zu ersetzen.
1996 wurde das Schiff an Renaissance Cruises verchartert und als Aegean I eingesetzt. 1997 und 1998 machte es für Golden Sun Cruises Kreuzfahrten im Mittelmeer, gehörte aber immer noch Dolphin Hellas Cruises. 2005 sollte es an einen neuen Eigner verkauft werden, jedoch platzte der Vertrag und das Schiff wurde aufgelegt. Erst 2009 wurde es von der neu gegründeten Reederei Voyages to Antiquity gekauft und in Aegean Odyssey umbenannt. Es wurde seither im Mittelmeer eingesetzt und ist außerdem klein genug, um durch den Kanal von Korinth fahren zu können. Das Schiff hat Platz für 380 Passagiere.
Ende Oktober 2019 stellte Voyages to Antiquity den Dienst ein. Grund hierfür waren unter anderem mehrfache technische Probleme der Aegean Odyssey. Das Schiff war ab 2020 an die US-Organisation Road Scholar für Bildungsreisen verchartert, liegt jedoch seit Ende 2022 im griechischen Lavrio auf.

## Technische Daten
Die Aegean Odyssey ist rund 140 Meter lang und 20 Meter breit. Ihr Tiefgang beträgt gut 6 Meter. Bei einer Vermessung von 12.094 BRZ hat das Schiff eine Dienstgeschwindigkeit von 18 Knoten (33 km/h).